# Kategoria e parë 2023/24
Die Kategoria e parë 2023/24 war die 76. Spielzeit der zweithöchsten albanischen Fußballliga und die 26. Saison unter diesem Namen. Sie begann am 2. September 2023 und endete am 11. Mai 2024.

## Modus
Die 12 Vereine der Kategoria e parë spielten in einer eingleisigen Liga jeweils drei Mal gegeneinander. Die beiden besten Mannschaften stiegen direkt in die Kategoria Superiore auf. Ein möglicher dritter Aufsteiger wurde zwischen dem Dritt- bis Sechstplatzierten und dem Achten der ersten Liga über die Aufstiegs-Relegation ermittelt.
Die letzten zwei Mannschaften stiegen direkt in die Kategoria e dytë ab. Der Neunte und Zehnte spielten in der Abstiegs-Relegation um den Klassenerhalt.

## Vereine
Abgestiegen aus der Kategoria Superiore 2022/23 waren KS Bylis Ballsh und KS Kastrioti Kruja, aus der Kategoria e dytë waren AF Elbasani und KF Vora.
| Verein              | Ort         | Stadion                         |
| ------------------- | ----------- | ------------------------------- |
| KS Burreli          | Burrel      | Liri-Ballabani-Stadion          |
| KS Bylis Ballsh     | Ballsh      | Adush-Muça-Stadion              |
| KS Kastrioti Kruja  | Kruja       | Redi-Maloku-Stadion             |
| KS Flamurtari Vlora | Vlora       | Flamurtari-Stadion              |
| KS Korabi Peshkopi  | Peshkopia   | Stadiumi Korabi                 |
| KF Luz i Vogël      | Luz i Vogël | Luz-i-Vogël-Stadion             |
| KF Apolonia Fier    | Fier        | Loni-Papuçiu-Stadion            |
| FK Vora             | Vora        | Fusha Sportive Marqinet         |
| AF Elbasani         | Elbasan     | Elbasan Arena                   |
| FK Tomori Berat     | Berat       | Tomori-Stadion                  |
| KS Lushnja          | Lushnja     | Abdurrahman-Roza-Haxhiu-Stadion |
| KS Besa Kavaja      | Kavaja      | Besa-Stadion                    |

## Abschlusstabelle
| Pl. | Verein                 | Sp. | S  | U  | N  | Tore    | Diff. | Punkte |
| --- | ---------------------- | --- | -- | -- | -- | ------- | ----- | ------ |
| 1.  | AF Elbasani (N)        | 33  | 24 | 7  | 2  | 076:320 | +44   | 79     |
| 2.  | KS Bylis Ballsh (A)    | 33  | 22 | 5  | 6  | 055:310 | +24   | 71     |
| 3.  | KS Flamurtari Vlora    | 33  | 16 | 10 | 7  | 046:290 | +17   | 58     |
| 4.  | FK Vora (N)            | 33  | 15 | 5  | 13 | 061:500 | +11   | 50     |
| 5.  | KF Apolonia Fier       | 33  | 12 | 10 | 11 | 044:310 | +13   | 46     |
| 6.  | KS Korabi Peshkopi     | 33  | 12 | 8  | 13 | 042:380 | +4    | 44     |
| 7.  | KS Kastrioti Kruja (A) | 33  | 10 | 10 | 13 | 043:470 | −4    | 40     |
| 8.  | KS Burreli             | 33  | 12 | 4  | 17 | 029:440 | −15   | 40     |
| 9.  | KS Lushnja             | 33  | 10 | 8  | 15 | 038:530 | −15   | 38     |
| 10. | KS Besa Kavaja         | 33  | 10 | 8  | 15 | 034:470 | −13   | 38     |
| 11. | KF Luz i Vogël         | 33  | 9  | 4  | 20 | 041:560 | −15   | 31     |
| 12. | FK Tomori Berat        | 33  | 4  | 5  | 24 | 021:720 | −51   | 17     |

Platzierungskriterien: 1. Punkte – 2. Direkter Vergleich (Punkte, Tordifferenz, geschossene Tore) – 3. Tordifferenz – 4. geschossene Tore

| (A) | Absteiger aus der Kategoria Superiore 2022/23: KS Bylis Ballsh, KS Kastrioti Kruja |
| (N) | Neuaufsteiger aus der Kategoria e dytë 2022/23: FK Vora, AF Elbasani               |

## Relegation

### Aufstieg
Viertelfinale
| Datum        |                     | Ergebnis |                    |
| ------------ | ------------------- | -------- | ------------------ |
| 12. Mai 2024 | KS Flamurtari Vlora | 00:0 1   | KS Korabi Peshkopi |
| 12. Mai 2024 | FK Vora             | 3:4      | KF Apolonia Fier   |

Halbfinale
| Datum        |                     | Ergebnis              |                  |
| ------------ | ------------------- | --------------------- | ---------------- |
| 15. Mai 2024 | KS Flamurtari Vlora | 0:0 n. V. (3:1 i. E.) | KF Apolonia Fier |

Finale
| Datum        |         | Ergebnis  |                     |
| ------------ | ------- | --------- | ------------------- |
| 22. Mai 2024 | KF Laçi | 3:1 n. V. | KS Flamurtari Vlora |

### Abstieg
Der Neunte bzw. Zehnte spielte gegen die  Playoff-Sieger der Kategoria e dytë Gruppe A, bzw. Gruppe B.
| Datum        |                | Ergebnis  |                          |
| ------------ | -------------- | --------- | ------------------------ |
| 16. Mai 2024 | KS Lushnja     | 2:0 (1:0) | KS Iliria                |
| 16. Mai 2024 | KS Besa Kavaje | 3:1 (2:0) | KF Luftëtari Gjirokastra |